# Palazzo di Cosimo Ridolfi
Palazzo Ridolfi è un edificio storico del centro di Firenze, situato in via Maggio 15, zona Oltrarno. Il palazzo appare nell'elenco redatto nel 1901 dalla Direzione Generale delle Antichità e Belle Arti, quale edificio monumentale da considerare patrimonio artistico nazionale.

## Storia

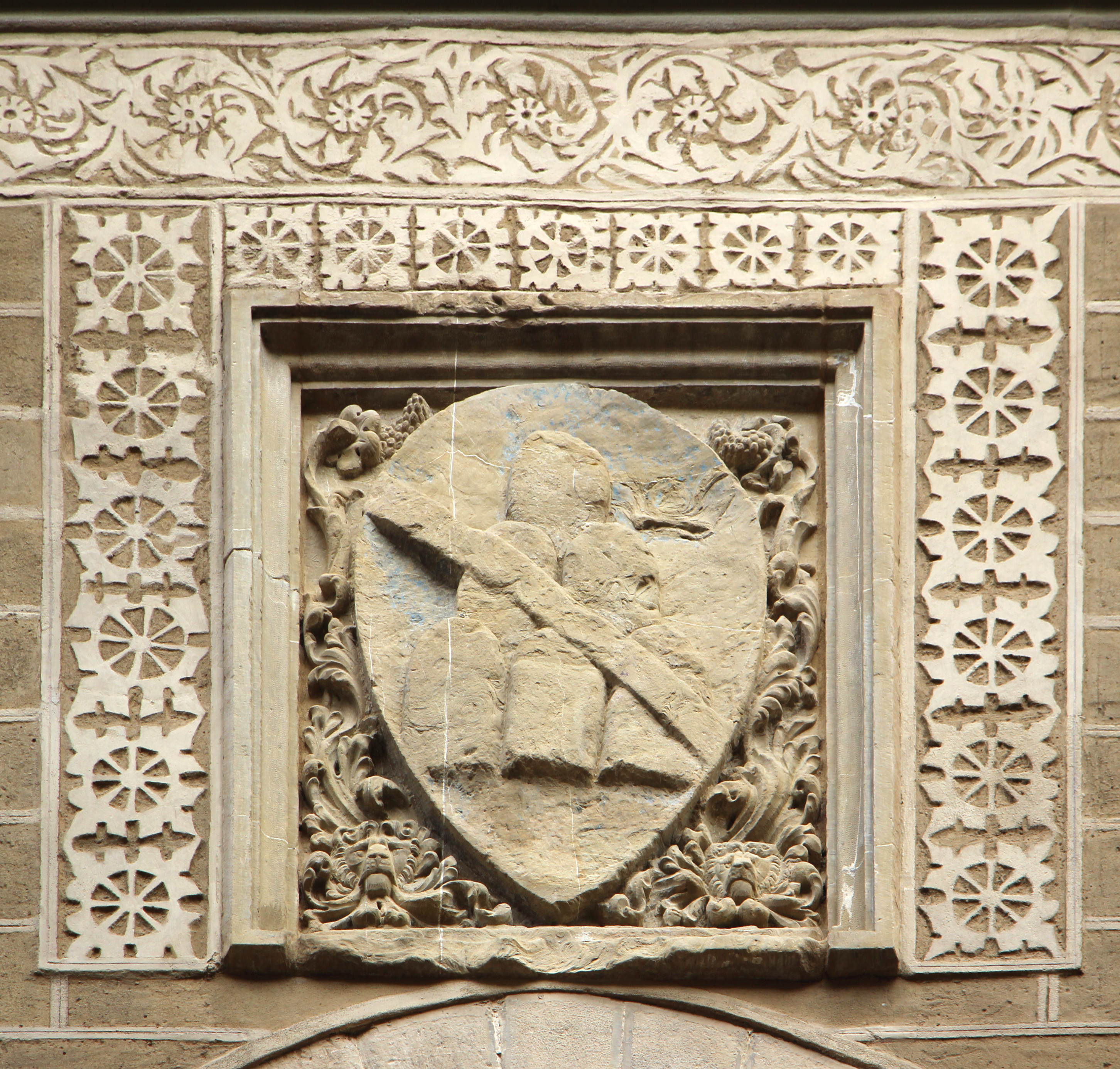
Stemma Ridolfi in facciata

L'edificio risulta edificato dai Corbinelli ai primi del Quattrocento e quindi passato ai Ridolfi di Piazza nel 1483. Nel 1497, a seguito del coinvolgimento di Niccolò Ridolfi nella congiura di Bernardo del Nero a favore del ritorno dei Medici, il palazzo fu confiscato, per tornare nuovamente ai Ridolfi nel 1512, parallelamente al ritorno in città degli stessi Medici. 
A questa data l'edificio apparteneva a Piero Ridolfi, marito di Contessina de' Medici figlia di Lorenzo il Magnifico, il che giustifica la presenza, sul portone, dell'arme della famiglia inquartata con quella medicea. Durante il censimento ordinato da Cosimo I nel 1551 il palazzo risultava abitato da Luigi di Piero Ridolfi, con due maschi, una femmina, undici servitori e sette serve. 
La denominazione tradizionale del palazzo ricorda tuttavia un altro Ridolfi, il senatore Cosimo (1794-1865), agronomo, patriota e filantropo, al quale si deve tra l'altro l'acquisto del contiguo palazzo Zanchini (al numero civico 13) finalizzato a estendere gli ambienti della casa, evidentemente giudicati inidonei al prestigio della famiglia. 
Per quanto riguarda le vicende conservative della fabbrica Mazzino Fossi segnala il restauro della gronda nel 1901 e quello della facciata nel 1904, periodo al quale si devono presumibilmente i lavori tesi al rifacimento dei graffiti e le integrazioni al terreno prima segnalate. Nell'edificio ha avuto sede la Galleria e Casa d'Aste Pananti, ora trasferitasi nel palazzo antistante (palazzo Pannocchieschi n. 28A). 
Al primo piano ha avuto sede fino al 2021 circa l'Accademia di Belle Arti di San Pietroburgo in Firenze, oggi in piazza della Libertà 2.

## Descrizione

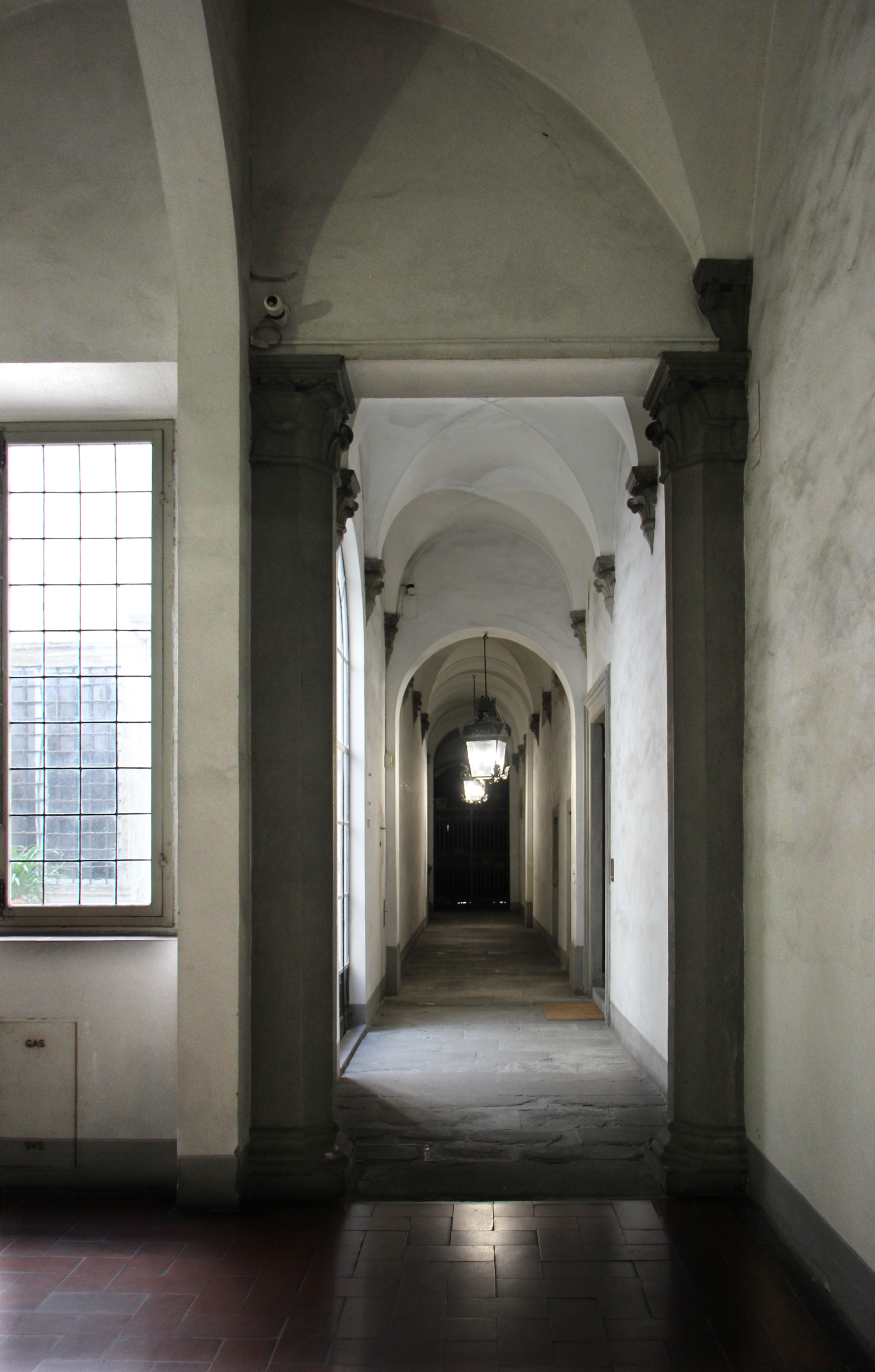
Androne voltato già facente parte del cortile

Il palazzo ha un prospetto definito da tre assi su tre piani, e si presenta con un piano terreno a pietra rustica (segnato da tre ferri da cavallo con portastendardo), con tre grandi aperture ad arco incorniciate da conci posti a cuneo, ancora rispondenti ai caratteri propri dell'architettura dei primi del Quattrocento, il tutto con ampie aree integrate a pietra artificiale. 
I piani superiori hanno finte bozze a graffito e alcune decorazioni a fogliami, sempre graffite. Al di sotto del secondo ricorso, al centro del fronte, è uno scudo con l'arme dei Ridolfi di Piazza (d'azzurro, al monte di sei cime d'oro e alla banda attraversante di rosso, il tutto accompagnato in capo dalla corona d'oro infilata da due foglie di palma dello stesso, quest'ultima concessione del duca di Calabria e principe di Taranto Giacomo di Borbone all'ambasciatore Lorenzo Ridolfi nel 1415), secondo Ginori Lisci (1972) forse proveniente da un'altra proprietà della famiglia e qui trasferito al momento dell'acquisto della casa. I meriti di Cosimo Ridolfi sono ricordati nella lunga memoria posta al centro della facciata. 
| PER DECRETO DEL COMUNE ___ _______ ___ IN QUESTE SUE CASE IL SENATORE MARCHESE COSIMO RIDOLFI NATO IL 28 NOVEMBRE 1794 FONDÒ LA PRIMA SCUOLA DI ISTRUZIONE RECIPROCA AD OGNI RAZIONALE PERFEZIONAMENTO NELL'ARTE DEI CAMPI POSE LA DOTTRINA PROFONDA L'OPERA LE SOSTANZE CREANDO LA CELEBRE SCUOLA DI MELETO EBBE CATTEDRA DI AGRONOMIA NEL PISANO ATENEO FU MINISTRO PER GLI AFFARI INTERNI NEL 1848 POI DELLA PUBBLICA ISTRUZIONE NEL GOVERNO TOSCANO CHE COMPIEVA L'ANNESSIONE NAZIONALE PRESEDÈ DALLA FONDAZIONE LA CASSA CENTRALE DI RISPARMI IN FIRENZE PER ALTO ESEMPIO DI CIVILI VIRTÙ AMATO DALL'UNIVERSALE TERMINÒ NEL 5 MAGGIO 1865 LA VITA CONSACRATA TUTTA IN PRO DELLA SCIENZA E IN PUBBLICO BENEFICIO |

Oltrepassato il lungo androne voltato (dove è un'ulteriore lapide con iscrizione riferita alla nascita della Scuola di Istruzione reciproca promossa da Cosimo Ridolfi e datata al 1819) si perviene a una serie di ambienti e spazi che documentano dei successivi interventi alla struttura e dai quali si dipartono più scale (queste sicuramente ottocentesche) per l'accesso ai piani superiori: tra questi ambienti si segnalano il cortile con un semipilastro ottagonale e altri elementi architettonici in pietra (qui è un architrave sormontato da un busto in marmo), e il piccolo giardino con due aiuole e una palma dal quale è visibile il fronte posteriore dell'edificio.
| HIC AVSPICIIS·DVCTVQVE·COSMAE·RIDOLPHI AN·M·D·CCC·XIX ADOLESCENTES·AD·MVTVAM·DISCIPLINAM·INSTITVI·COEPTI VNDE·HAEC·PERVTILIS·RATIO IVVENTVTIS·QVAM·CITO·POSSIT·STVDIIS·INITIANDAE TANQVAM·E·FONTE AD·PLVRIMA·ETRVRIAE·LOCA·EMANAVIT QVOD·INVENTVM·DIVINITVS·TRADITVM VT·CONTRA·IGNORANTIAE·VOTVM PERSTET·AETERNVM FAXIT·DEVS |

Traduzione: «Qui, sotto gli auspici e la guida di Cosimo Ridolfi, nell'anno 1819, dei giovani iniziarono un'istituzione dedicata alla mutua istruzione. Da essa derivò questo metodo utilissimo per introdurre i giovani allo studio nel modo più rapido possibile, come da una fonte, che si diffuse in molti luoghi della Toscana. Ciò che è stato scoperto e trasmesso quasi per dono divino, possa, contro il voto dell'ignoranza, durare in eterno. Dio lo conceda».

## Bibliografia

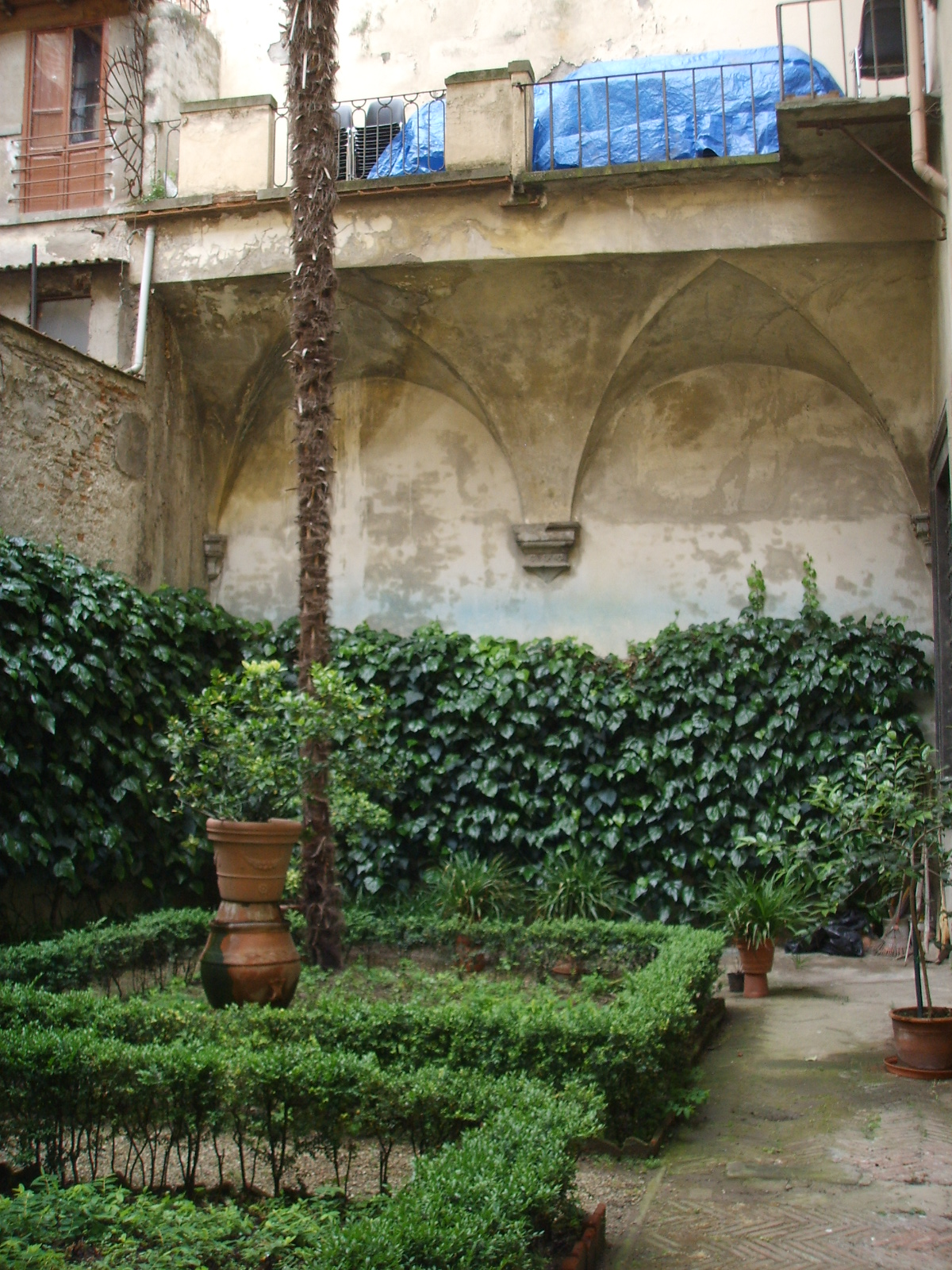
Il giardino interno